# Monasterio de Căpriana
El Monasterio de Căpriana (en rumano: Mănăstirea Căpriana) es un edificio religioso en Căpriana, Moldavia, situado a 40 km al noroeste de Chisináu, en una tierra una vez llamada Codrii Lăpușnei.
Uno de los monasterios más antiguos de Moldavia, Căpriana se encuentra a 40 km (25 millas) al noroeste de la capital Chisináu en una pintoresca zona boscosa.
La primera referencia importante data de un documento publicado en 1429 que dio a Căpriana el estatus de monasterio real en nombre de Alejandro el Bueno.

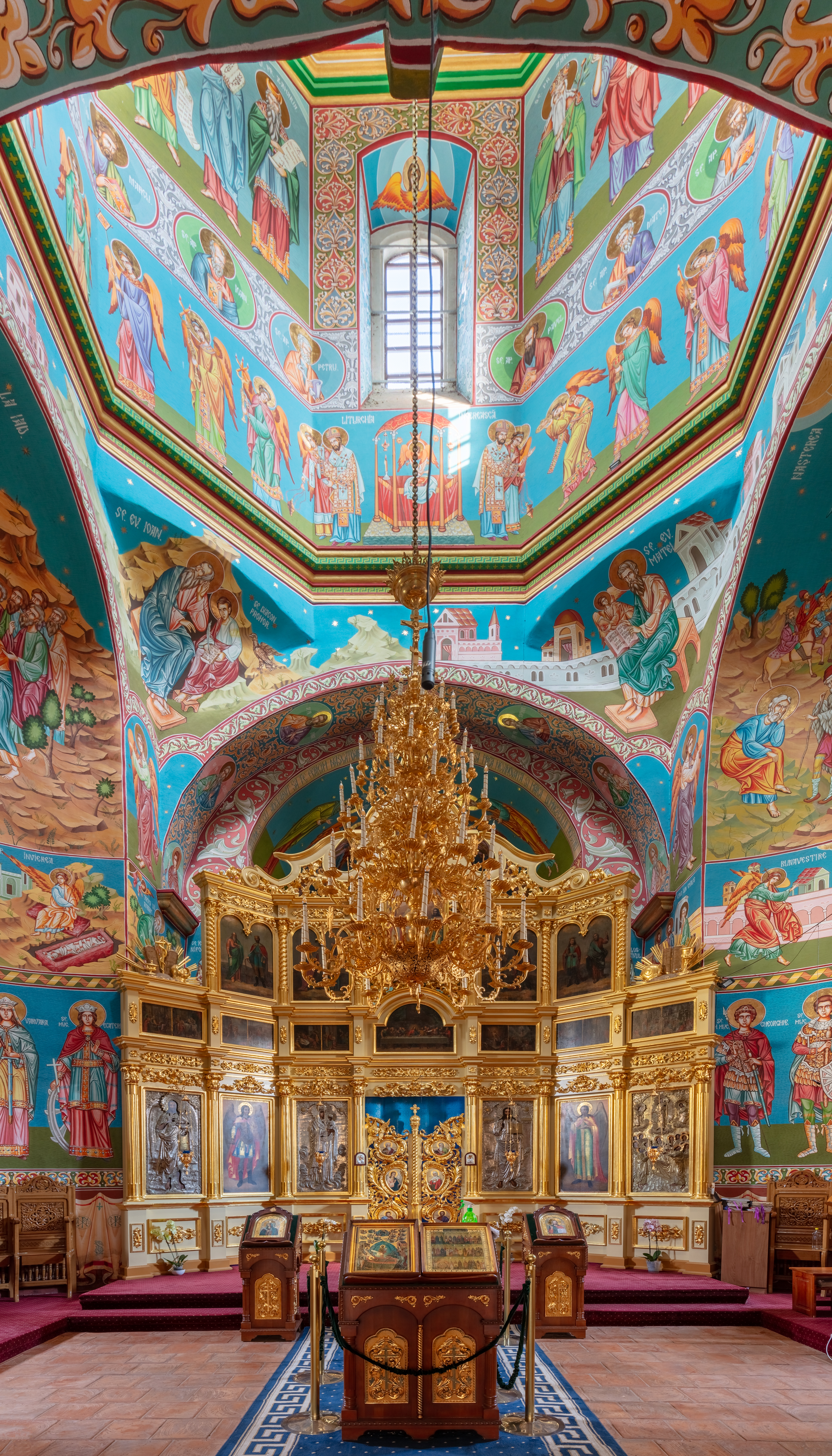
Vista del interior.